# Gmina Milot
Gmina Milot (alb. Komuna Milot) – gmina  położona w zachodniej części Albanii. Administracyjnie należy do okręgu Kurbin w obwodzie Lezha. W 2011 roku populacja gminy wynosiła 8461 w tym 4223 kobiet oraz 4238 mężczyzn, z czego Albańczycy stanowili 65,89% mieszkańców. Siedziba gminy znajduje się w mieście Milot.
W skład gminy wchodzi trzynaście miejscowości: Milot, Skuraj, Mal-Milot, Fushë-Milot, Malbardhë, Gallatë, Selitë, Gërnec, Vinjoll, Shullaz, Delbnisht, Ferr-Shkopet, Shkopet.